# Vimmerby distrikt
Vimmerby distrikt är ett distrikt i Vimmerby kommun och Kalmar län. 
Distriktet ligger i och omkring Vimmerby. 

## Tidigare administrativ tillhörighet
Distriktet inrättades 2016 och utgörs av området som Vimmerby stad omfattade till 1971 samt Vimmerby socken.
Området motsvarar den omfattning Vimmerby församling hade 1999/2000 och fick 1965 efter sammanslagning av stads och landsförsamlingarna.